# The Bear (série télévisée)
Pour les articles homonymes, voir Bear.
The Bear (en France : The Bear : Sur place ou à emporter) est une série télévisée américaine réalisée par Christopher Storer et diffusée à partir du 23 juillet 2022 sur Hulu. Dans les pays francophones, la série est distribuée par la plateforme Star via Disney+.
Elle met en vedette Jeremy Allen White, Ebon Moss-Bachrach, Ayo Edebiri, Lionel Boyce, Liza Colón-Zayas et Abby Elliott.
La série a été bien reçue par la critique, qui a salué notamment le jeu des acteurs et la qualité de l'écriture

## Synopsis
Carmen « Carmy » Berzatto, un ancien chef talentueux de restaurant gastronomique promis à un grand avenir, hérite de la sandwicherie de quartier de son frère Michael après le suicide de ce dernier. Il va tenter d’en faire un point incontournable de la ville de Chicago grâce à son équipe pleine de bonne volonté, soutenu par Sydney, une apprentie venue apprendre à ses côtés, mais doit faire face à la rancœur de Richie, le meilleur ami de Michael dont il veut conserver le souvenir, et à l'état déplorable du restaurant. Il doit également faire face aux dettes non réglées de son frère et à un personnel indiscipliné, tout en faisant face à sa propre douleur et au traumatisme familial.

## Distribution

### Acteurs principaux
- Jeremy Allen White (VF : Maxime Baudouin) : Carmen « Carmy » Berzatto
- Ebon Moss-Bachrach (VF : Anatole de Bodinat) : Richard « Richie » Jerimovich
- Ayo Edebiri (VF : Justine Berger) : Sydney « Syd » Adamu
- Lionel Boyce (en) (VF : Baptiste Marc) : Marcus Brooks
- Liza Colón-Zayas (VF : Jacky Tavernier) : Tina Marrero
- Abby Elliott (VF : Ingrid Donnadieu) : Nathalie « Sugar » Berzatto
- Matty Matheson (en) (VF : Christophe Lemoine) : Neil Fak (récurrent saison 1, principal saison 2)

### Acteurs récurrents
- Edwin Lee Gibson (VF : Günther Germain) : Ebrahim
- Oliver Platt (VF : Gérard Darier) : Jimmy « Cicero » Kalinowski
- Jon Bernthal (VF : Fabrice Lelyon) : Michael « Mikey » Berzatto
- José Cervantes (VF : Igor Chometowski) : Angel
- Corey Hendrix (VF : Jhos Lican) : Gary « Sweeps » Woods
- Richard Esteras (VF : Guillaume Bourboulon) : Manny
- Chris Witaske (en) (VF : Erwan Tostain) : Pete
- Joel McHale (VF : Julien Meunier) : David Fields, le chef de cuisine tyrannique du restaurant de New York
- Jamie Lee Curtis (VF : Véronique Augereau) : Donna Berzatto (saison 2, épisodes 6 et 10 / saison 4, épisodes 7 et 9)
- Gillian Jacobs (VF : Alexandra Garijo) : Tiffany Jerimovich
- Robert Townsend (VF : Frantz Confiac) : Emmanuel Adamu
- Molly Gordon (VF : Victoria Grosbois) : Claire Dunlap
- Ricky Staffieri (VF : Xavier Fagnon) : Theodore Fak
- Alex Moffat (VF : Franck Sportis) : Josh
- Mitra Jouhari (VF : Floriane Muller) : Kelly
- Maura Kidwell (VF : Catherine Desplaces) : Carol
- Adam Shapiro : Adam Shapiro
- Christopher Zucchero : "Chi-Chi"

### Invités
- Amy Morton (VF : Marie-Madeleine Burguet-Le Doze) : Nancy Chore
- Molly Ringwald : l'organisatrice de réunions Al-Anon
- Will Poulter (VF : Bertrand Nadler) : le chef Luca (saison 2, épisode 4, saison 3, épisodes 1 et 10)
- Bob Odenkirk (VF : Cyrille Artaux) : oncle Lee (saison 2, épisode 6)
- Sarah Paulson (VF : Bénédicte Charton) : cousine Michelle (saison 2, épisode 6)
- John Mulaney (VF : Jean-Marco Montalto) : Stevie (saison 2, épisode 6, saison 3, épisode 1)
- Olivia Colman (VF : Dominique Lelong) : la cheffe Terry (saison 2, épisode 7, saison 3 épisode 1 et 10)
- Sarah Ramos (VF : Anaïs Delva) : Jessica
- David Zayas (VF : Serge Biavan) : David
- John Cena (VF : Raphaël Cohen) : Sammy Fak
- Brian Koppelman : Nicholas "La Machine" Marshall
- Josh Hartnett (VF : Damien Boisseau) : Frank
- Brie Larson (VF : Élisabeth Ventura) : Francie Fak

Version française
- Studio de doublage : TitraFilm (saison 1), Dubbing Brothers (saison 2)
- Direction artistique : Coco Noël
- Adaptation des dialogues : Pauline Pujol, Joséphine Landais et Géraldine Godiet

 Source et légende : version française (VF) sur RS Doublage

## Production
En mars 2021, FX commande un pilote du projet de Christopher Storer. La distribution principale est annoncée deux mois plus tard.
Satisfaits du pilote, la série est commandée le 12 octobre 2021.
La première saison est tournée du 14 février 2022 au 31 mars 2022.
Le 14 juillet 2022, soit trois semaines après la mise en ligne de tous les épisodes, la série est renouvelée pour une deuxième saison. Bob Odenkirk et Molly Gordon sont invités.
La seconde saison est tournée du 21 février 2023 au 28 avril 2023.
Le 6 novembre 2023, la série est renouvelée pour une troisième saison.
La troisième saison est tournée du 26 février 2024 au 21 mai 2024.
Quelques mois plus tard, alors que la production de la troisième saison est terminée, FX annonce que la série est renouvelée pour une quatrième saison. La série est renouvelée pour une cinquième saison en juillet 2025.

### Tournage
Le restaurant de sandwich au bœuf italien « The Original Mr. Beef on Orleans (en) », situé 666 North Orleans Street, Chicago, Illinois, est utilisé comme décor de tournage extérieur de « The Original Beef of Chicagoland » de la série.
Le tournage en studio se déroule au Cinespace Film Studios (en) de Chicago[réf. nécessaire].
Pour la seconde saison, le Chicago Genius Herald a rapporté un différend entre les producteurs de la série et l’association des résidents de River North (en) où est situé le restaurant « Mr. Beef ». Le problème concernait la représentation peu flatteuse du quartier dans la série. Les producteurs ont donc déplacé le tournage à Arlington Heights. Durant cette saison, l’histoire montre l’ouverture d’un nouveau restaurant franchisé pour « The Original Beef of Chicagoland », le restaurant principal de la série.
Dans l'épisode 3 de la saison 2, intitulé « Sundae », Sydney part en tournée gastronomique à travers Chicago pour trouver l'inspiration pour le menu Chaos de « The Bear ». Elle visite Kasama dans l'East Ukrainian Village Publican Quality Meats dans le quartier de Fulton Market (en) et le bar Avec, où elle demande conseil au célèbre restaurateur Donnie Madia, qui a inspiré la série.

## Épisodes

### Première saison (2022)
1. Le Système (System)
2. Des Mains (Hands)
3. La Brigade (Brigade)
4. Des Chiens (Dogs)
5. Sheridan (Sheridan)
6. Cérès (Ceres)
7. La Critique (Review)
8. La Brageole (Braciole)

### Deuxième saison (2023)
Elle a été mise en ligne le 22 juin 2023.
1. Le Bœuf (Beef)
2. Les Pâtes (Pasta)
3. Le Sundae (Sundae)
4. Le Melon (Honeydew)
5. Pop
6. Les Poissons (Fishes)
7. Les Fourchettes (Forks)
8. La Bolognaise (Bolognese)
9. L'Omelette (Omelette)
10. L'Ours (The Bear)

### Troisième saison (2024)
La troisième saison a été mise en ligne le 27 juin 2024.
1. Le Jour d'après (Tomorrow)
2. La Suite (Next)
3. On ouvre ! (Doors)
4. La Violette (Violet)
5. Les Enfants (Children)
6. Les Serviettes (Napkins)
7. La Transmission (Legacy)
8. Glace pilée (Ice Chips)
9. Les Excuses (Apologies)
10. For ever (Forever)

### Quatrième saison (2025)
Cette saison de dix épisodes a été mise en ligne le 25 juin 2025.
1. Les marmottes (Groundhogs)
2. La soubise (Soubise)
3. La Saint-Jacques (Scallop)
4. Les parasites (Worms)
5. Les réplicants (Replicants)
6. Sophie (Sophie)
7. Les Bear (Bears)
8. Le sweat-shirt vert (Green)
9. Le vitello tonnato (Tonnato)
10. Au revoir (Goodbye)

### Cinquième saison (2026)
La série est renouvelée pour une cinquième saison, suite à un communiqué de presse de la société Disney France daté du 3 juillet 2025. Aucune date de diffusion n'a été annoncée pour le moment, mais une sortie en 2026 est envisagée.

## Accueil
| Saison | Saison | Notes des critiques | Notes des critiques |
| Saison | Saison | Rotten Tomatoes     | Metacritic          |
| ------ | ------ | ------------------- | ------------------- |
|        | 1      | 100% (80 critiques) | 88 (24 critiques)   |
|        | 2      | 99% (112 critiques) | 92 (43 critiques)   |
|        | 3      | 89% (103 critiques) | 80 (45 critiques)   |
|        | 4      | 84% (75 critiques)  | 73 (38 critiques)   |

L'agrégateur d'avis en ligne Rotten Tomatoes a recueilli une cote d'approbation de 100 % et une note moyenne de 8,5/10, établie sur 33 critiques, pour la saison 1. La conclusion des critiques du site est la suivante : « Comme un sandwich savamment préparé, The Bear réunit les meilleurs ingrédients et les associe pour notre plus grand bonheur, en restant toujours croustillant et savoureux ». Metacritic a attribué à la série une note moyenne pondérée de 86 sur 100, sur la base de 20 critiques, relevant des « félicitations unanimes ».

## Distinctions

### Récompenses
- Golden Globes 2023 : Meilleur acteur dans une série musicale ou comique pour Jeremy Allen White
- Screen Actors Guild Awards 2023 : Meilleur acteur dans une série comique pour Jeremy Allen White
- Golden Globes 2024 : 
  - Meilleure série télévisée musicale ou comique
  - Meilleur acteur dans une série télévisée musicale ou comique pour Jeremy Allen White
  - Meilleure actrice dans une série télévisée musicale ou comique pour Ayo Edebiri
- Screen Actors Guild Awards 2024 : 
  - Meilleur acteur dans une série comique pour Jeremy Allen White
  - Meilleur actrice dans une série comique pour Ayo Edebiri
- Golden Globes 2025 : Meilleur acteur dans une série comique pour Jeremy Allen White

### Nominations
- Golden Globes 2023 : Meilleure série télévisée musicale ou comique
- Golden Globes 2024 : 
  - Meilleur acteur dans un second rôle dans une série, une mini-série ou un téléfilm pour Ebon Moss–Bachrach
  - Meilleure actrice dans un second rôle dans une série, une mini-série ou un téléfilm pour Abby Elliott
- Golden Globes 2025 : 
  - Meilleure série télévisée musicale ou comique
  - Meilleure actrice dans une série télévisée musicale ou comique pour Abby Elliott
  - Meilleur acteur dans un second rôle dans une série, une mini-série ou un téléfilm pour Ebon Moss-Bachrach
  - Meilleure actrice dans un second rôle dans une série, une mini-série ou un téléfilm pour Liza Colón-Zayas